# (10480) Jennyblue
(10480) Jennyblue – planetoida z pasa głównego asteroid okrążająca Słońce w ciągu 3 lat i 153 dni w średniej odległości 2,69 j.a. Została odkryta 15 maja 1982 roku w Obserwatorium Palomar. Nazwa planetoidy pochodzi od Jennifer S. Blue (ur. 1954), sekretarza i opiekuna Gazetteer of Planetary Nomenclature. Przed nadaniem nazwy planetoida nosiła oznaczenie tymczasowe (10480) 1982 JB2.